# Spithamn
Spithamn (estniska: Spithami) är en by (estniska: küla) i Lääne-Nigula kommun i landskapet Läänemaa i nordvästra Estland. Byn beboddes fram till andra världskriget av estlandssvenskar. Åren 1992-2017 ingick byn i Nuckö kommun.

## Geografi
Byn ligger på estländska fastlandets nordvästudde, Spithamnsudden. Sydväst om udden ligger Derhamnsviken och byn Derhamn. Öster om udden breder Spithamnsviken ut sig med långsträckta sandstränder. Området är platt och ligger endast ett par meter över havet, de högsta punkterna i byn är före detta sovjetiska bunkrar som är täckta med gräs. Skogen består främst av furu och gran, men även lövträd förekommer. Innanför Spithamnsviken ligger våtmarker, däribland sjöarna Flyvae, Spithamnsträske (estniska: Pikane järv) och Allikajärv. Öster om Spithamn ligger byarna Peraküla, Strandbyn och Neve och söderut utmed landsvägen ligger Bergsbyn. Utanför Spithamn, ensligt beläget ute i Östersjön, ligger ön Odensholm. 

## Historia
Byn tömdes på sin befolkning under andra världskriget. Efter Sovjetunionens fall öppnades det före detta militärområdet åter för civilpersoner. I och med en landreform som den estniska staten genomförde på 1990-talet fick utflyttade estlandssvenskar och dess ättlingar tillbaka mark som varit i deras släkts ägo i Spithamn innan andra världskriget. En del har sålt sin mark eller tagit estniska statsobligationer som ersättning, andra har behållit marken och bebyggt den med hus. De flesta ursprungliga hus revs av Sovjetunionen i samband med att området blev en gränszon som var militärområde under perioden 1945–1992. Det återstår fortfarande ruiner ifrån dessa sovjetiska anläggningar i Spithamn.
Befolkningen idag är en blandning av estlandssvenskar och ester och området är officiellt tvåspråkigt sedan 1997 med bland annat vägskyltar på både estniska och svenska som i övriga delar av Nuckö kommun.
Fram till andra världskrigets slut bedrev estlandssvenskarna delvis jordbruk samt byggde båtar av lokalt timmer.

## Bilder

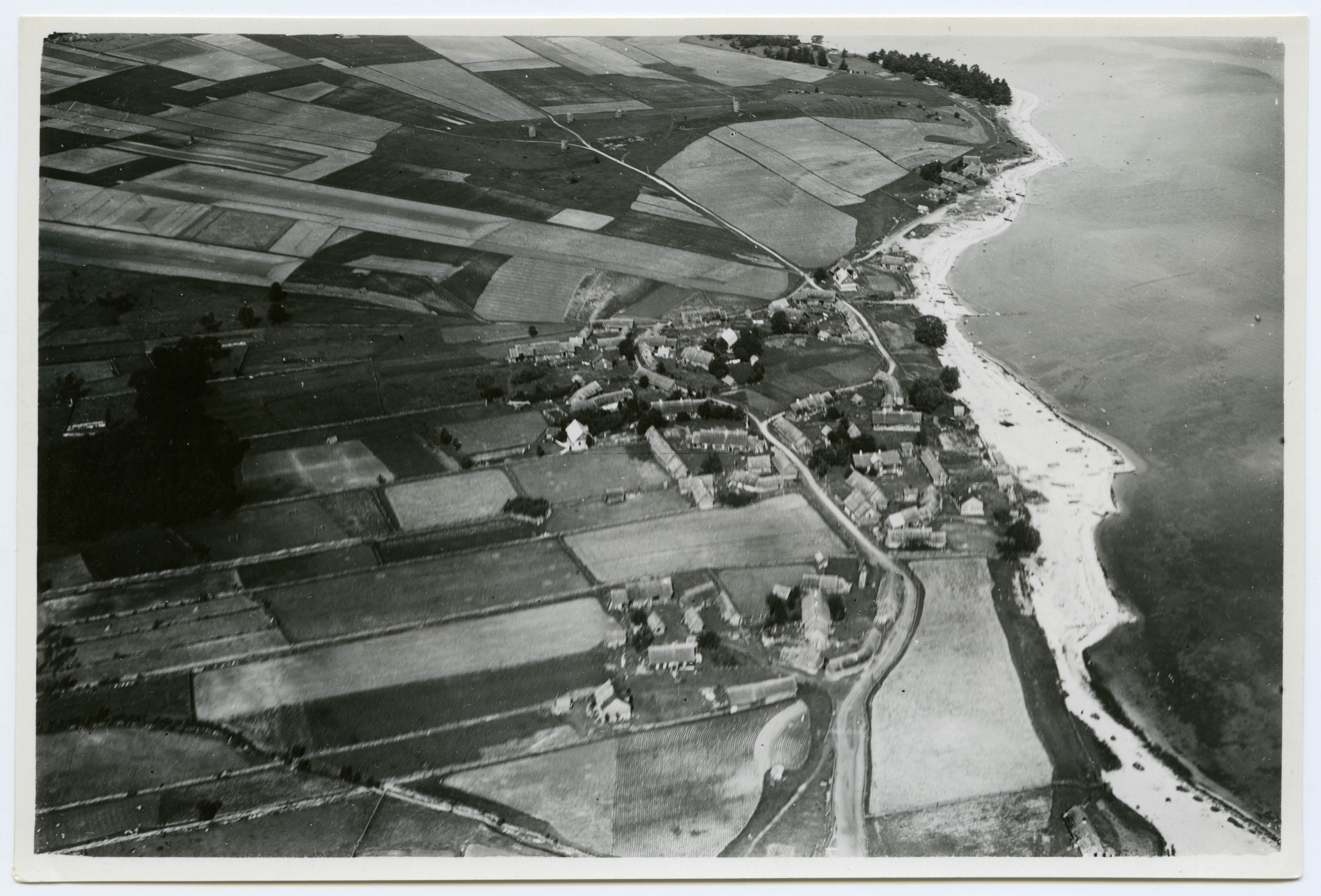
Spithamnsbyn (Põõsapää küla) år 1934